# Herbie Harper Sextet!
Herbie Harper Sextet! – album amerykańskiego puzonisty jazzowego Herbie Harpera, nagrany wraz z prowadzonym przez 
niego zespołem. Nagrań dokonano w Hollywood w czerwcu 1957. Monofoniczny LP wydany został w 1957 przez wytwórnię Mode Records (Mod–LP 100). Reedycja na LP i CD ukazała się nakładem wydawnictwa V.S.O.P (Nr 49).

## Muzycy
- Herbie Harper – puzon
- Jay Coré – saksofon tenorowy
- Howard Roberts – gitara
- Marty Paich – fortepian
- Red Mitchell – kontrabas
- Frankie Capp – perkusja (1–3)
- Mel Lewis – perkusja (4–7)

## Lista utworów
Strona A
| 1. | "Jay's Tune" (Jay Coré)                             | 4:57  |
|    |                                                     |       |
| 2. | "Little Orpchan Annie" (Gus Kahn, Joe Sanders)      | 3:38  |
|    |                                                     |       |
| 3. | "Chloe" (Neil Moret (Charles N. Daniels), Gus Kahn) | 6:53  |
|    |                                                     |       |
|    |                                                     | 15:28 |
|    |                                                     |       |
Strona B
| 4. | "Let's Fall in Love (Harold Arlen, Ted Koehler)       | 3:46  |
|    |                                                       |       |
| 5. | "Skylark" (Hoagy Carmichael, Johnny Mercer)           | 2:29  |
|    |                                                       |       |
| 6. | "Long Ago (and Far Away)" (Ira Gershwin, Jerome Kern) | 4:10  |
|    |                                                       |       |
| 7. | "That's for Sue" (Frankie Capp)                       | 4:46  |
|    |                                                       |       |
|    |                                                       | 15:11 |
|    |                                                       |       |

## Informacje uzupełniające
- Producent – Red Clyde
- Inżynier dźwięku – Thorne Nogar
- Projekt okładki – Eva Diana
- Zdjęcia – Dave Pell
- Omówienie płyty – Joe Quinn